# NGC 4300
NGC 4300 (również PGC 39972 lub UGC 7413) – galaktyka spiralna (Sa), znajdująca się w gwiazdozbiorze Panny. Odkrył ją William Herschel 17 kwietnia 1786 roku. Jest to galaktyka z aktywnym jądrem. Należy do Gromady w Pannie.